# Charles Messmer
Charles August Philipp Messmer (auch Charles Messmer; * 28. April 1893 in Laval; † 11. September 1951 in Luzern) war ein Schweizer Graphiker und Illustrator. Sein Vater war der Maler August Messmer.
Nach einer Ausbildung als Bautechniker studierte er Kunst an den Gewerbeschulen Luzern, La Chaux-de-Fonds und Zürich.
Mit ersten Veröffentlichungen in der Satirezeitschrift Nebelspalter ab 1916 empfahl er sich für diese Publikation als fester Bestandteil des Illustratorenteams. Bis zu seinem Tod zeichnete er weit über 100 Beiträge für den Nebelspalter.
Bei der Satirezeitschrift Bärenspiegel war er zwischen 1924 und 1929 als Illustrator tätig, daneben entstanden auch Arbeiten für die Schweizer Illustrierte und zahlreiche Humorzeichnungen in dem jährlich erscheinenden Schweizer Eulenspiegel-Kalender.
In der Zeitung Der Sonntag erschien der Fortsetzungsroman Kapitän Surcouf von Karl May, der ebenfalls von Charles Messmer illustriert wurde.
Als Graphiker schuf er Plakate, Reklameanzeigen, Etiketten und Verpackungen.